# Миусинск
Миусинск (укр. Міусинськ) — город в Луганской области Украины, подчинён городскому совету города Красный Луч. С 2014 года населённый пункт контролировался управляемой из России марионеточной Луганской Народной Республикой. В настоящее время под российской оккупацией.

## География
Город расположен на реке Миус, у места впадения её правого притока под названием Глухая. Западнее проходит граница Луганской и Донецкой областей.
Соседние населённые пункты: в Луганской области посёлок Княгиневка (выше по течению Миуса) на северо-западе, кварталы города Красного Луча на севере и востоке, сёла Лесное (ниже по течению Миуса) на юге, Коренное на западе; в Донецкой области город Снежное и посёлки Андреевка на западе, Залесное на юго-западе.

## История
Основан в 1923 году в связи со строительством Штеровской ГРЭС как посёлок Штергрэс.
В 1938 году стал посёлком городского типа.
В 1965 году в результате объединения посёлка с селением Новопавловка стал городом Миусинск.
В 1970е - 1980е годы здесь действовали Штеровская ГРЭС, метизный завод, Штеровский энергетический техникум, профессионально-техническое училище, две средние школы, больница, поликлиника, Дом культуры и библиотека. Также город являлся центром по добыче мрамора.
В 1983 году Штеровская ГРЭС была выведена из эксплуатации.
В августе 1993 года плотину Штеровского водохранилища прорвало, в результате часть города оказалась временно затоплена.
В ходе войны на Донбассе в августе 2014 года за город шли бои.

## Современное состояние
Миусинск разделён на две части Штеровским водохранилищем на реке Миус, которая отделяет урбанизированный Миусинск-1 (бывший посёлок Штеровской ГРЭС). Рядом с городом расположена шахта "Миусинская".

## Население
| 1939     | 1959 | 1970 | 1979 | 1989 | 1992     | 2001 | 2006 | 2011 | 2014 |
| -------- | ---- | ---- | ---- | ---- | -------- | ---- | ---- | ---- | ---- |
| 5,1 тыс. | 6501 | 9987 | 8291 | 7828 | 7,4 тыс. | 6029 | 5432 | 4999 | 4732 |

### Язык
Распределение населения по родному языку по данным переписи 2001 года:
| Язык       | Процент |
| ---------- | ------- |
| Украинский | 42,30 % |
| Русский    | 56,95 % |
| Другие     | 0,75 %  |

## Экономика
Добыча мрамора, шахта ГОАО «Шахта «Миусинская» ГП «Донбассантрацит», Штеровский завод крепежных изделий.

## Органы власти
Городской председатель — Скоробогатов Виктор Николаевич. В городской совет входит 25 депутатов.